# Great British Railways
Great British Railways (GBR) è un'azienda ferroviaria statale in corso di istituzione al fine di gestire il trasporto ferroviario passeggeri in Gran Bretagna, ad eccezione dei trasporti ferroviari metropolitani effettuati da Transport for London, Merseytravel, metropolitane leggera e servizi tramviari.
Assumerà le attuali responsabilità di Network Rail diventando al contempo proprietaria e gestore della maggior parte delle infrastrutture ferroviarie della Gran Bretagna.
L'ente pubblico sostituirà a lungo termine il precedente sistema di franchising ferroviario privatizzato, in vigore dal 1996 fino alla sua effettiva abolizione nel 2021. Alla scadenza dei loro contratti, tutte le compagnie ferroviarie saranno di proprietà pubblica e poi accorpate alla GBR, riunendo i servizi passeggeri sotto un'unica entità pubblica per la prima volta dalla privatizzazione della British Rail. Ciò non include gli operatori ad accesso libero, che continuano a gestire i servizi su tratte selezionate.

## Storia
Il sistema ferroviario della Gran Bretagna fu costruito da aziende private, ma fu nazionalizzato dal Transport Act del 1947 e da allora fu gestito dalle British Railways (che dal 1965 operarono con il nome di British Rail) fino alla privatizzazione, iniziata nel 1994 e completata nel 1997. All'epoca i servizi infrastrutturali, passeggeri e merci erano separati. L'infrastruttura è stata di proprietà privata e gestita da Railtrack dal 1994 al 2002, quando è stata rinazionalizzata e trasferita a Network Rail. I servizi di trasporto merci sono gestiti da numerose società, discendenti di quelle create durante la privatizzazione degli anni '90.
Nel corso del 2020, nel pieno della pandemia di COVID-19, tutte le compagnie di trasporto ferroviario passeggeri stipularono accordi di misure di ripresa di emergenza con i governi del Regno Unito e della Scozia. I normali meccanismi di franchising dei servizi passeggeri furono modificati, trasferendo quasi tutti i ricavi e i rischi al governo, rinazionalizzando di fatto quei servizi temporaneamente.
La nuova organizzazione GBR fu proposta nell’ambito della Williams–Shapps Rail Review, pubblicata come white paper il 20 maggio 2021.
Nel discorso del re del 2024, il nuovo governo laburista annunciò che la GBR sarebbe stata istituita da due disegni di legge: il "Passenger Railway Services (Public Ownership) Bill", che trasferisce le concessioni ferroviarie in proprietà pubblica alla scadenza dei loro contratti, e il "Railways Bill", che istituisce la GBR per supervisionare la rete ferroviaria passeggeri e merci. Il primo atto legislativo è entrato in vigore il 28 novembre 2024.
Il 3 settembre 2024, il governo annunciò che l'organizzazione sarebbe stata inizialmente creata in forma ombra, in attesa della legislazione che la istituisse formalmente. Il direttore generale per i servizi ferroviari del Dipartimento per i trasporti (DfT) e gli amministratori delegati di DfT OLR Holdings e Network Rail furono incaricati di gestire la forma ombra di Great British Railways.
Nel dicembre 2024 fu annunciato che le prime tre compagnie ferroviarie ad essere acquisite dalla pubblica amministrazione nell'ambito del piano governativo sarebbero state South Western Railway, c2c e Greater Anglia.

## Sede
Il governo promise di basare l’organizzazione fuori Londra per promuovere la crescita economica e di competenze in una regione al di fuori della capitale.
Nel luglio 2022, basandosi su criteri di allineamento con gli obiettivi, tradizione ferroviaria, facilità di collegamenti con la rete, rapporto qualità-prezzo e supporto pubblico si selezionarono tra le città candidatesi Birmingham, Crewe, Derby, Doncaster, Newcastle upon Tyne e York. Tra queste, Derby fu scelta come sede centrale.